# ABS-CBN News Channel
A ABS-CBN News Channel (ANC) é um canal de notícias por assinatura filipino, que faz parte da ABS-CBN. Foi lançada em 1996 como a primeira rede totalmente de notícias em inglês. A maioria de seus programas é produzida pela ABS-CBN News.
A versão internacional do canal chamada ANC Global também está disponível mundialmente como parte dos canais premium TFC via cabo, satélite, iWantTFC e TFC IPTV.

## Apresentadores e âncoras de notícias

### Atual
- Alvin Elchico
- Bernadette Sembrano
- Jeff Canoy
- Karmina Constantino
- Karen Davila
- Migs Bustos
- Noli de Castro
- Rico Hizon
- Tina Monzon-Palma
- Winnie Cordero

### Antigo
- Adel Tamano
- Alex Santos
- Angelo Castro, Jr.
- Ariel Ureta
- Boy Abunda
- Boyet Sison
- Cathy Yang
- Ces Drilon
- Cheche Lazaro
- Cherie Mercado
- Cheryl Cosim
- Christine Bersola-Babao
- Claire Celdran
- Daniel Razon
- Daphne Oseña-Paez
- Dong Puno
- Dyan Castillejo
- Erwin Tulfo
- Frankie Evangelista
- Gang Badoy
- Ginger Conejero
- Gretchen Ho
- Harry Gasser
- Henry Omaga-Diaz
- Julius Babao
- Loren Legarda
- Katrina Legarda
- Kim Atienza
- Korina Sanchez
- Mai Rodriguez
- Maria Ressa
- Marc Logan
- Martin Nievera
- Manolo Quezon
- Niña Corpuz
- Paolo Abrera
- Pia Guanio
- Pia Hontiveros
- Pinky Webb
- Ricky Carandang
- Susan Calo Medina
- Ted Failon
- Teodoro Locsin Jr.
- TJ Manotoc